# Самійло Зборовський
Самі́йло Зборо́вський гербу Ястребець (варіанти імені Самуель, Самуїл, по-козацьки: Самуха, пол. Samuel Zborowski, бл. 1540, Золочів — 26 травня 1584, Краків) — військовий і політичний діяч Речі Посполитої, ротмістр коронний, магнат. 14-тий Гетьман Війська Запорозького.

## Життєпис
Походив із Золочева на Львівщині, 6-й син краківського каштеляна Мартина Зборовського — представника впливової родини Зборовських, та його дружини Анни з Конарських. Мав 5 братів та хороші зв'язки з впливовими шляхетними родами в Польщі та Литві.
1579 року теребовлянський староста Якуб Претвич за дорученням короля С. Баторія допомагав Анні з Сенявських — вдові Спитка Вавжинця Йордана — посісти маєтки, забрані її зятем С. Зборовським.

### Конфлікт зкаштеляномвойницьким Яном Тенчинським у Вавельському замку
Був придворним польського короля Генріха Валуа, який став ним у 1574 році за сприяння родини Зборовських. Наступного дня після обрання короля були влаштовані лицарські змагання: кожен охочий лицар залишав свій спис, тоді той, хто той спис брав, викликав його на поєдинок. Один кроат (хорват, слуга Яна Тенчинського — каштеляна войницького, сина любельського воєводи, графа Анджея Тенчинського) — витягнув спис, чим принизив гідність С. Зборовського (тільки рівний рівного міг викликати на поєдинок). С. Зборовський послав одного зі своєї дружини на цей поєдинок, він був переможений. С. Зборовський зі злости нагрубив Яну Тенчинському. Коли Самійло останнім зі всіх покидав замок, Ян Тенчинський чекав його зі своїми людьми біля воріт — вони обмінялися образами, тоді люди Тенчинського і Зборовського кинулися одні на одних. Каштелян перемиський Анджей Ваповський кинувся між Зборовського та Тенчинського і в сутичці був поранений та незабаром помер. Ніхто точно не міг сказати, хто точно це зробив, але приписали Зборовському; король виніс йому вирок — покинути межі країни. В С. Зборовського були забрані маєтки; король надав їх його братові, від брата маєтки перейшли його синові.
Самійло виїхав до Семигороду, у якому його прийняв тоді ще воєвода Стефан Баторій, який невдовзі завдяки владній підтримці родини Зборовських став королем Речі Посполитої. С. Зборовський з ним разом приїхав до Речі Посполитої і був виправданий новообраним королем С. Баторієм, з яким повернувся до Корони для його коронації.

## Прибуття на Запорожжя
1579 року прибув на Запорожжя на Томаківську Січ. Історія виправи на Січ і подальший похід до гирла Дніпра і сутичку з османською галерою описаний Б. Папроцьким («Герби…», 1584).
Низові козаки, які називалися Запорозькими молодцями, поважаючи лицарський дух С. Зборовського, послали до нього послів з просьбою, щоб він став їх Гетьманом. Зборовський послав їм відповідь та гроші, маючи в планах використати козаків в поході на Московщину, і невдовзі прибув зі своєю дружиною до Канева, де залишив коней і вирушив далі вздовж Дніпра. Козаки знову послали послів, вітаючи його прибуття. З Канева він направився через Черкаси до р. Псел, звідти мав намір йти разом з прикордонним старостою Михайлом Вишневецьким до замку в Путивлі, але староста не дотримав свого слова, і козаки просили Зборовського їхати до війська, і тоді він з річки Псел направився до річки Самари. Там його зустріла прикордонна запорозька варта (200 вояків), тоді Зборовський направився до порогів, де мешкали лицарські люди. Козаки, побачивши його з гайдуками, хотіли дати йому битву біля Яволжаного (Таволжаного) урочища, але Зборовський пояснив їм, в якій справі їде на Низ, тоді козаки дали йому 18 козаків для переправи через пороги, які крім них ніхто не міг подолати. Зі Зборовським було 70 чоловік шляхтичів, окрім гайдуків. Деякі шляхтичі злякалися порогів, пристали до острова і замку Хортиця, який збудував Дмитро «Байда» Вишневецький (під замком гетьман Вишневецький часто сам з козаками підстерігав татар). Виїхавши з замку Хортиці, Зборовський зустрівся з послами, з якими поїхав до Томаківки, де на той час козаки перебували. На Томаківці був оголошений гетьманом, козаки на його честь влаштували стрілянину. Вранці було скликане лицарське коло, де С. Зборовському урочисто надано булаву. Від імені козаків старшиною була виголошена промова; С. Зборовський подякував за виявлену йому честь також промовою.
Разом з братами Анджеєм та Яном брав участь у Московській війні. Був 1580 року разом із брацлавським воєводою Іваном (Янушем) Збаразьким під Великими-Луками та Торопцем.

### Договір із перекопським ханом
У рамках тієї ж запорозької виправи 1579 року С. Зборовський отримав від перекопського хана послів, з якими зустрівся в Урочищі Каратебен, (в якому був ринок (форум), на якому завжди козаки з татарами для обміну зустрічалися) з проханням (листом) від османського султана іти з ним з його козаками на Персію, та С. Зборовський домовлявся також із ханом перекопським, що той йому дав свого війська в його похід на Москву. С. Зборовський отримав від хана багаті дари та 20 породистих коней. Гетьман відправив послів з відповіддю, що згодиться в такому разі, якщо паші та хан присягнуть, щоб він та військо не будуть в цьому часі зраджені. А сам поїхав до війська на Чортомлик і розповів, що він з послами постановив. Військо козацьке поділилося в думці, одні готові були йти, а інші казали, що османи з татарами зрадливі пси і вірити їм не можна. Вночі в війську піднявся протест, гетьман сам вийшов до війська і заспокоїв їх. Через тиждень С. Зборовський виїхав, як домовився з татарами до умовленого місця, козаки просили його, щоб він не їхав, Зборовський запізнювався на зустріч з послами, бо йому потрібно було улагодити справи з військом. Посли вислали до Зборовського гінців, що будуть чекати його в умовленому місці і не вирушать на зустріч, бо мають страх від козаків. Зборовський наказав гінцям дати йому доброго коня, а кухар його тим часом попросив, щоб він поїв перед дорогою, бо цілий день нічого не їв. Зборовський зійшов з коня, козаки взявши його силою між себе, відійшли до чайок і почали стріляти в татар. Татари, сівши до човнів, також відпливли. На тому місці, козаки взяли кілька татарських в'язнів, які під час жнив утекли, вони розповіли, що татари гетьмана мали взяти в в'язницю, а козаків всіх застромити на палі. Послів до Зборовського хан наказав стратити за те, що принесли погану звістку і без Зборовського.

### Битва на Чорному морі
Далі події 1579 року пов'язані з наміром йти на до волохів, тому що господар Петро затримував козацьких послів. Біля Дніпровського лиману вони натрапили на османські галери: гетьман Зборовський наполягав на тому, щоб їм дати бій, але козаки його думку не поділяли, тому що вони сказали, що для бою вони перебувають у незручному місці і найкращий вихід зі становища, це як можна швидше відступати вглиб. Гетьман Зборовський наполягав на бою, але козаки не хотіли йому повністю підкорятись, тоді він сам став з ними стріляти в галери. Тим часом османи відправили дві галери до Дніпра, щоб перевезти на допомогу татар з іншого берега. Деякі козаки, не підкоряючись гетьманові почали відступ, османи, бачачи незгоду в козацьких рядах, почали висідати на берег, туди гетьман послав своїх людей. Тим часом гетьман отримав звістку, що татари уже ідуть на підмогу. Після того, як був забитий доводець османського війська, османи кинулись втікати до моря. Тоді гетьман наказав взяти османську корогву і показати татарам, що нібито османи виграли битву, татари з радістю кинулися до них і тоді козаки напали на татар. Всі човни з провізією були попсуті османами і залишені. Козаки, відходячи до р. Інгул, не мали, що їсти. Гетьман мав намір іти під замок Сороки, але направився до Саврані, щоб там роздобути їжі для війська. По дорозі від голоду їм прийшлось збирати і їсти кістки, які пролежали кілька років. У 1583 р. Самійло знову контактував з козаками і імовірно був причетний до походу на Тягиню на Дністрі, через що король Баторій і великий гетьман Я.Замойський мали до нього претензії.

## Змова Яна Замойського
Зборовський став жертвою заздрості та інтриг Яна Замойського. Ян Замойський отримав вплив і підтримку короля Стефана Баторія своїм одруженням із його сестрою. Початок неприязні зі Зборовськими почався з того, що Замойському було надано канцлерство, на яке заслужено претендував Анджей Зборовський. Це налаштувало братів Кшиштофа, Анджея і Самійла проти короля та Замойського. Про це Баторій дізнався з листів, які видав особистий бандурист С. Зборовського — Войтик Длугорай (листи Самійла, за намовлянням Кобара, вкрав, віддав у Львові угорцям Кобару і Цибергу). З цими листами був відправлений до короля; король переслав листи Яну Замойському. Зборовський, дізнавшись, що його бандурист перебуває у Кракові, наказав схопити його. В. Длугорай після спроби Зборовських взяти його в Кракові за сприяння Я. Замойського утік до Німеччини.
Брав участь у змові проти короля, контактував з Габсбурґами. У квітні 1584 року С. Зборовського у маєтку його сестри схопив коронний канцлер Ян Замойський. Палац в Пекарах, де С. Зборовський перебував у своєї племінниці, був вночі оточений людьми Я. Замойського. За усним розпорядженням Стефана Баторія, який сказав «Мертвий пес не гризе» (лат. Canis mortuus non mordet), канцлер наказав його стратити 26 травня 1584 у Кракові за старим вироком про баніцію, що було порушенням прав шляхти і викликало її обурення, адже магнати домагались передання справи на розгляд Сейму. С. Зборовський став символом приватної помсти канцлера і короля, прикладом порушення закону і мучеником в ім'я шляхетських вольностей.
Шляхта відправила Я. Замойському листа, щоб справу Самійла відкласти до її розгляду на сеймі. Після страти його брати розпочали «війну» проти Я. Замойського, доводячи неправомірну страту Самійла, яка закінчилися тим, що Кшиштофу була оголошена баніція — він повинен був покинути межі країни, а проти Анджея були висунуті 3 звинувачення, після яких він змушений був також покинути межі країни. За часів Сигізмунда III Вази баніція з Кшиштофа була знята.
На коронному Сеймі 1588 р. була прийнята ухвала, що при справах образи гонору короля останній, як зацікавлена сторона, позбавляється права вирішального голосу. Питання мали вирішувати виключно посли Сейму. Крім того, заборонялось переслідувати бунтівників у домах шляхти. Під впливом королівського двору Сейм 1589 р. визнав страту С. Зборовського такою, що відповідала нормам права.

## Родина
Дружина — Зофія Йордан, донька Спитка Вавжинця Йордана. Діти:
- Олександр
- Самуель
- Анна — дружина равського воєводи Корицінського
- Кристина — дружина львівського каштеляна Рафала Гроховського

## Вшанування пам'яті
- У Золочеві є Парк імені гетьмана України Самуїла Зборовського.
- Вулиця Самійла Зборовського у місті Дніпро.

## Праці
- Historia Tauricae Chersonesi A Turcis Superiore anno occupatae et Tattariae Praecopensis in provinciam imperij Turcici redactae. De Samuelo Sborovio. / Історія Таврійського Херсонесу, 1585. (лат.)

## Зборовський у літературі та мистецтві
- Samuel Zborowski: tragedya w III aktach, Ludwik Letowski, 1856.
- Samuel Zborowski, Juliusz Słowacki, 1845.

Самійло Зборовський згадується під іменем Грицька Зборовського в історичній думі про Олексія Поповича.